# Pick of the Litter
Pick of the Litter è un album di Steve Wynn, pubblicato dalla Glitterhouse, anche se inizialmente era disponibile solo ai concerti, al fanclub o attraverso il mailorder.
L'album è una raccolta di inediti, o meglio, a vedere il titolo, di scarti degli album precedenti, si fa riferimento al periodo che va dal 1996 al 1999.
Per la precisione si tratta essenzialmente di brani scartati da My Midnight, fatta eccezione per James River Incident che doveva far parte di Melting in the Dark e le due cover Air That I Breathe dei The Hollies e Why Does Love Got to Be So Sad di Eric Clapton.

## Tracce
1. My Family (Wynn)		2:38
2. Invisible (Wynn) 		3:23
3. James River Incident (Wynn)	5:12
4. Ladies and Gentlemen (Wynn)	4:43
5. Smoke from a Distant Flame (Wynn)	2:55
6. Halfway to the Afterlife (Wynn)		5:21
7. Don't Be Afraid (Wynn)		3:15
8. Air That I Breathe (Hammond, Hazelwood)	4:21
9. Impossible (Wynn)		3:30
10. Smoke from a Distant Flame (#2) (Wynn)	3:33
11. Why Does Love Got to Be So Sad (Clapton, Whitlock)	5:09